# Arrova
|  | Aquest article tracta sobre la unitat de mesura. Vegeu-ne altres significats a «@». |

La rova o l'arrova, de l'àrab الربع («ar-rub», la quarta part) és una antiga unitat de mesura de massa equivalent a la quarta part d'un quintar. A Catalunya i Balears es dividia en vint-i-sis lliures, mentre que a València en trenta lliures subtils.
En unitats actuals, la rova usada a Catalunya i Balears equival aproximadament a 10,4 quilograms, mentre que la usada al País Valencià equival aproximadament a 12,8 kg. En antics escrits se solia anotar amb el signe @, que ha perdurat fins a l'actualitat i que pren el seu nom de la unitat de massa que representava. Posteriorment es va conservar per a representar l'àrea.